# Nato il quattro luglio (film)
Nato il quattro luglio (Born on the Fourth of July) è un film del 1989 diretto da Oliver Stone. Tratta le vicende vissute da Ron Kovic (ex marine e poi attivista e scrittore impegnato per la pace) in Vietnam e, al ritorno, negli Stati Uniti.
Il film è dedicato alla memoria dell'attivista politico Abbie Hoffman.

## Trama
Ron Kovic è un giovane statunitense nato il 4 luglio 1946, giorno in cui si festeggia l'Indipendenza degli Stati Uniti d'America, proveniente da una famiglia di stampo cattolico e tradizionalista; i suoi interessi e le sue attività principali sono lo sport, la scuola e una normale vita da ragazzo degli Stati Uniti, ma con profonde convinzioni negli ideali nordamericani e nell'agonismo sportivo. Il suo motto ricorrente è «O ami l'America o te ne vai».
Nel 1964, all'età di 18 anni, decide di arruolarsi volontario nei Marines degli Stati Uniti. Diventato sergente e spinto da uno spirito di servizio alla patria come i suoi antenati nella guerra d'indipendenza e nelle due guerre mondiali, nell'ottobre 1967 viene destinato a partire per la guerra del Vietnam. Ma una volta lì scopre la crudele realtà di una guerra che non risparmia donne e bambini, unitamente al rimorso dell'uccisione per errore del soldato Wilson, avvenuta a seguito di una feroce battaglia in un villaggio pieno di civili massacrati per sbaglio dai marines. Tornato alla base militare, nonostante Kovic ammetta con il maggiore di aver ucciso Wilson, quest'ultimo non lo punisce e lo lascia andare.
Il 20 gennaio 1968 Kovic viene ferito gravemente alla spina dorsale, perdendo di conseguenza l'uso delle gambe e diventando impotente. Tornato negli Stati Uniti nel 1969, li scopre cambiati e affronta il suo difficile reinserimento scoprendo la generale sensazione di inutilità della guerra. Si sente un eroe, ma così non è trattato, la guerra non è sentita dal Paese e si ritrova a fare i conti con il proprio handicap che non interessa a nessuno: l'unico conforto gli viene dall'amico Timmy, anche lui reduce ferito e con problemi di tossicodipendenza. Incontra di nuovo Donna, la compagna di liceo amata prima della partenza, divenuta attivista del movimento pacifista, la quale lo conduce a una manifestazione di protesta che si svolge all'Università di Syracuse, dove, pur non condividendo quanto ode dai relatori, vive per la prima volta in prima persona la repressione violenta della polizia contro gli studenti.
Rientrato a casa inizia a bere, non ha più fede e ha scontri sempre più aspri in famiglia fino a fare diventare la convivenza impossibile, al punto che decide di lasciare la propria casa nel 1970 per recarsi a Villa Dulce, un luogo oltre la frontiera con il Messico dove vive una comunità di reduci che si rivela essere un luogo dove i ragazzi vivono una misera esistenza. Lì fa conoscenza con Charlie, un reduce che sta naufragando lentamente tra droga e mescal. Un giorno, dopo un furibondo litigio con Charlie, decide di tornare negli Stati Uniti per impegnarsi affinché altri giovani come lui non soffrano a causa della guerra.
Il primo passo che compie Ron è quello di confrontarsi con il proprio passato e, recatosi a casa della famiglia di Wilson, confessa quanto è successo. Anche se non ne riceve il perdono, intuisce che loro hanno compreso il dramma che ha vissuto e che continua a vivere. Divenuto decisamente attivo nel movimento contro la guerra, nel 1972, dopo una marcia di protesta a Miami, una delegazione di reduci con lui a capo fa ingresso nella sala dove Richard Nixon sta parlando durante la convention del Partito Repubblicano ma, nonostante siano accreditati, viene impedito loro di parlare e vengono scacciati; egli stesso, grazie all'intervento dei compagni, sfugge all'arresto da parte di un poliziotto infiltrato.
All'esterno della struttura avviene il caos e i reduci vengono caricati e bastonati dalla polizia, e anche Ron, nonostante sia paralizzato, subisce l'aggressione da parte degli agenti. Feriti e contusi, i reduci cercano di riorganizzarsi e Ron, a dispetto delle ferite e della commozione cerebrale che ha subìto, raggruppa i manifestanti per tentare di occupare la sala, ma solo dopo altri quattro anni di lotta e la pubblicazione della sua autobiografia riuscirà finalmente a parlare alla nazione, durante la convention del Partito Democratico, svoltasi a New York nel 1976.

## Produzione
Per la creazione del film, Oliver Stone si è liberamente ispirato alle vicende Ron Kovic partito volontario per la guerra del Vietnam e ferito in battaglia alla spina dorsale. Tornò a casa senza più l'uso delle gambe e deciso a dedicarsi all'attivismo pacifista. In un libro scritto da lui, intitolato appunto Nato il quattro luglio (1976), narra la propria vita, descritta dal film omonimo di Stone.
Kovic, oltre che ad aver contribuito alla sceneggiatura del film, è anche apparso in un breve cameo durante la sfilata di apertura del film come uno dei soldati che sussulta all'esplosione dei petardi. Nel film, seppur con ruoli secondari, parteciparono sia Tom Berenger che Willem Dafoe e Mark Moses, attori coi quali Stone lavorò in Platoon.

### Riprese
Stone voleva girare le scene della guerra realmente nel Vietnam, ma, dal momento che le relazioni tra Vietnam e Stati Uniti erano ancora lontane dalla distensione, decise di girarlo nelle Filippine, dove il regista aveva già girato Platoon. Le scene che invece non includono la guerra sono state girate negli Stati Uniti, in particolare a Dallas, nel Texas. Le riprese si sono svolte tra l'ottobre 1988 e il gennaio 1989.

## Distribuzione
Il film uscì negli Usa il 20 dicembre 1989.

## Riconoscimenti
- 1990 - Premio Oscar
  - Migliore regia a Oliver Stone
  - Miglior montaggio a David Brenner e Joe Hutshing
  - Candidatura Miglior film a A. Kitman Ho e Oliver Stone
  - Candidatura Miglior attore protagonista a Tom Cruise
  - Candidatura Miglior sceneggiatura non originale a Ron Kovic e Oliver Stone
  - Candidatura Miglior fotografia a Robert Richardson
  - Candidatura Miglior sonoro a Michael Minkler, Gregory H. Watkins, Wylie Stateman e Tod A. Maitland
  - Candidatura Miglior colonna sonora a John Williams
- 1990 - Golden Globe
  - Miglior film drammatico
  - Migliore regia a Oliver Stone
  - Miglior attore in un film drammatico a Tom Cruise
  - Migliore sceneggiatura a Ron Kovic e Oliver Stone
  - Candidatura Miglior colonna sonora a John Williams
- 1991 - Premio BAFTA
  - Candidatura Miglior attore protagonista a Tom Cruise
  - Candidatura Migliore sceneggiatura non originale a Ron Kovic e Oliver Stone
- 1989 - National Board of Review of Motion Pictures
  - Migliori dieci film
- 1990 - Festival di Berlino
  - Candidatura Orso d'oro a Oliver Stone